# Sergio Bonelli Editore
Sergio Bonelli Editore é uma das mais conceituadas editora italianas e da Europa, responsável por publicações dos famosos Bonelli Comics, tais como Tex, Zagor, Ken Parker, Martin Mystère, Julia, Dampyr, Nathan Never, Dylan Dog, Jonathan Steelle, Gea, entre muitos outros.

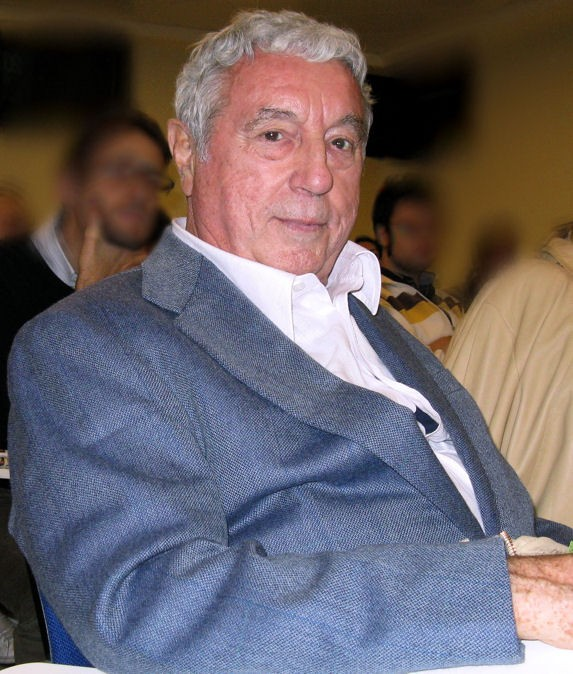
Sergio Bonelli

A Editora possui seu próprio formato de publicação: o Formato Bonelli. No Brasil esses revistas são publicadas no tradicional formatinho, e impressas papel-jornal o formato original só é usado em edições especias.
O dono e administrador da editora é Sergio Bonelli, filho de Giovanni Luigi Bonelli, um dos nomes mais conhecidos da Europa no meio quadrinhístico.
A editora está localizada na Via Buonarrotti, 38, em Milão, Itália.

## Publicações na Itália
- Tex (desde novembro de 1948)
- Pequeno Ranger (de maio de 1954 a fevereiro de 1985)
- Zagor (desde junho de 1961)
- Comandante Mark (de setembro de  1966 a janeiro de 1990)
- História do Oeste (de 1967 a 1980)
- Mister No (de junho de 1975 a dezembro de 2006)
- Un uomo un'avventura (de novembro de 1976 a novembro de 1980)
- Ken Parker (de junho de 1977 a maio de 1984; nova série Bonelli, desde 1996)
- Judas (de setembro de 1979 a dezembro de 1980)
- Martin Mistério (desde abril de 1982)
- Bella & Bronco (de julho de 1984 a outubro de 1985)
- Dylan Dog (desde outubro de 1986)
- Nick Raider (desde junho de 1988 a janeiro de 2005)
- Nathan Never (desde abril de 1991)
- Zona X (desde maio de 1992  a março de 1999)
- Legs Weaver (desde janeiro de 1995 a outubro de  2005)
- Mágico Vento (desde maio de 1997)
- Napoleone (desde setembro de 1997 a julho de 2006)
- Brendon (desde junho de 1998)
- Julia (desde outubro de 1998)
- Jonathan Steele (desde abril de 1999 a julho de  2004; em agosto de 2004 passou para Star Comics)
- Gea (desde julho de 1999 a novembro de 2007)
- Dampyr (desde abril de 2000)
- Leo Pulp (desde junho de 2001)
- Gregory Hunter (desde março de 2001 a agosto de 2002)
- Brad Barron (desde maio de 2005 a outubro de 2006)
- Demian (desde março de 2006 a outubro de 2007)
- Romanzi a Fumetti Bonelli (desde junho de 2007)
- Volto Nascosto (desde outubro de 2007 a novembro de 2008)